# Conforama
Conforama este o companie de retail de mobilă din Franța.
În anul 2005, era cel mai mare lanț de magazine de mobilă din Franța și al doilea din lume, după IKEA.
Tot în 2005, Conforama avea peste 200 de magazine în Europa, din care 150 în Franța.
În Europa de Est avea trei magazine, toate în Polonia.
Conforama face parte din conglomeratul francez PPR, din care mai fac parte La Redoute, Gucci, Puma, Fnac și CFAO.